# Meiacanthus vittatus
Meiacanthus vittatus là một loài cá biển thuộc chi Meiacanthus trong họ Cá mào gà. Loài này được mô tả lần đầu tiên vào năm 1976.

## Từ nguyên
Tính từ định danh vittatus trong tiếng Latinh có nghĩa là “có sọc”, hàm ý đề cập đến sọc đen giữa thân kéo dài từ mõm, băng qua mắt đến cuống đuôi ở loài cá này.

## Phân bố và môi trường sống
M. vittatus có phân bố giới hạn ở ngoài khơi bờ đông đảo New Guinea và đảo New Britain. M. vittatus sống trên các rạn san hô ở độ sâu đến ít nhất là 30 m.

## Mô tả
Tổng chiều dài lớn nhất được ghi nhận ở M. vittatus là 8,5 cm. Cá có một sọc đen đậm dọc theo chiều dài thân, thân trên sọc có màu xám nhạt, thân dưới còn lại màu trắng. Cá đực trưởng thành có các tia vây đuôi bên trong vươn dài, và màng đuôi giữa khía sâu.
Số gai vây lưng: 3–4; Số tia vây lưng: 25–27; Số gai vây hậu môn: 2; Số tia vây hậu môn: 17–21; Số tia vây ngực: 13.

## Sinh thái
Trứng của M. vittatus có chất kết dính, được gắn vào chất nền thông qua một tấm đế dính dạng sợi. Cá bột là dạng phiêu sinh vật, thường được tìm thấy ở vùng nước nông ven bờ.
Các loài Meiacanthus đều có tuyến nọc độc trong răng nanh. Do đó, chúng là hình mẫu để nhiều loài khác bắt chước theo, gọi là bắt chước kiểu Bates (loài không độc bắt chước kiểu hình, hành vi của một loài có độc). M. vittatus được bắt chước bởi cá mào gà Petroscirtes breviceps, cá sơn Cheilodipterus parazonatus và cá lượng con Scolopsis margaritifera.

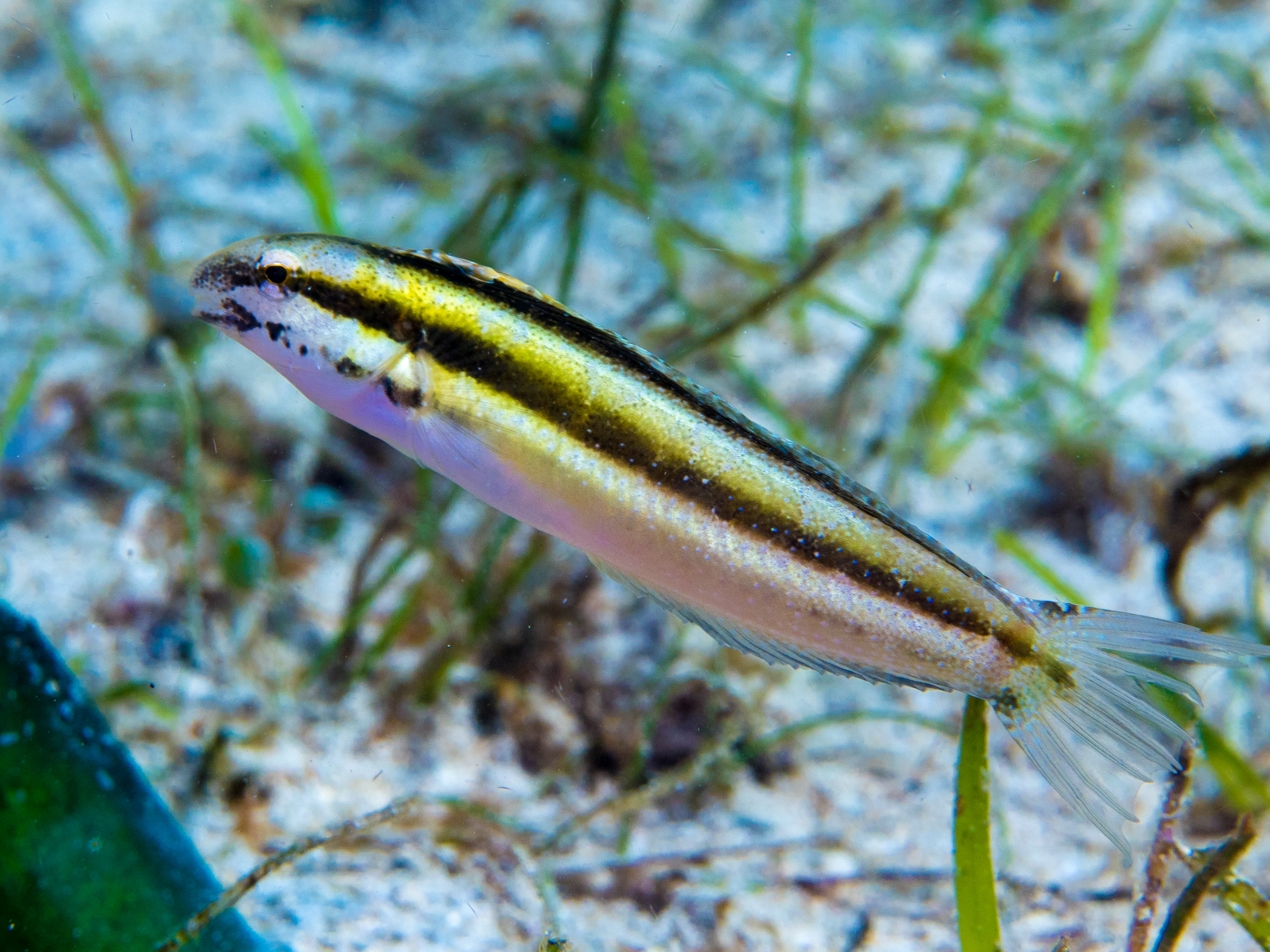
P. breviceps
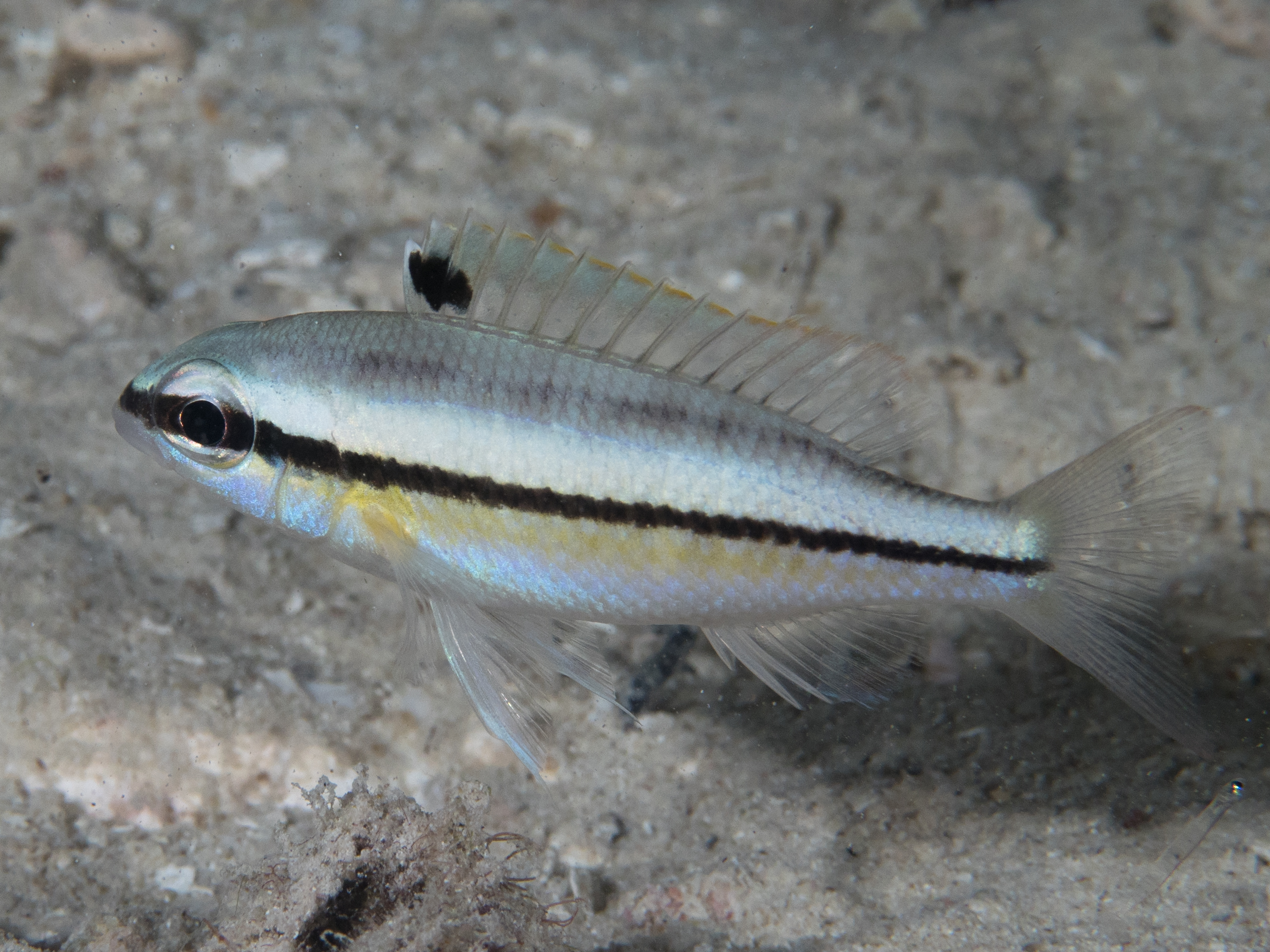
S. margaritifera còn nhỏ